# 短鰭南乳魚
短鰭南乳魚，為輻鰭魚綱胡瓜魚目南乳魚科的其中一種。

## 分布
本魚分布澳洲西南部及紐西蘭。

## 特徵
本魚體細長，體形略呈圓柱狀，頭部扁平。口大，背鰭遠在腹鰭之後，接近於身體後方約3/4體長的位置並和臀鰭相對稱；無脂鰭，尾鰭平整，不成分叉狀，體背部褐色，腹部為金黃色，體上面具有深褐色的斑紋，形狀可能為線形、點狀、新月形甚至於環狀。

## 生態
本魚主要棲息在淡水，但為一廣鹽性魚類。

## 經濟利用
可為食用魚及遊釣魚種。

## 扩展阅读
維基物種上的相關：短鰭南乳魚